# درخشنده گلوصورتی
درخشنده گلوصورتی (نام علمی: Heliodoxa gularis) نام یک گونه از سرده خورشیدرخشان‌ها است.